# Сан-Мамес (1913)
Стадіон Сан Мамес (ісп. Estadio San Mamés; [esˈtaðjo sam maˈmes], також відомий як La Catedral [la kateˈðɾal] , «Собор») — колишній футбольний стадіоном у Більбао, Біскайя, Іспанія. Був домашньою ареною футбольного клубу «Атлетік Більбао». Стадіон названий на честь святого Мамеса, оскільки був побудований на землях, що належали однойменній церкві.
Новий стадіон клубу, який отримав аналогічне ім'я, був відкритий 16 вересня 2013 року

## Історія
Відкритий в 1913 році і до знесення був найстарішим стадіоном Іспанії після Ель-Молінона. Перший матч на стадіоні пройшов у серпні 1913 року, це була гра між «Атлетіком» та «Расінгом Ірун». Перший гол на новій арені забив легендарний нападник «Атлетіка» Пічічі.
Стадіон майже повністю був перебудований для проведення матчів на чемпіонаті світу з футболу 1982 року. Опонентами «Атлетіка» у товариських матчах того року були національні збірні Англії та Польщі, тоді як у 1998 році до клубу приїхали чемпіони світу збірна Бразилії для відзначення сторіччя «Атлетіка».
Шість матчів збірної Іспанії були зіграні на стадіоні між 1921 та 1967 роками. На відміну від цього, неофіційна збірна Країни Басків зіграла 26 поєдинків на «Сан-Мамесі» між 1915 та 2011 роками, а збірна Біскайї там зіграла три рази.
У березні 2006 року було затверджено проект щодо заміни стадіону новою та більшою версією, тим самим збільшивши потужність стадіону до 53 000. Стадіон «Новий Сан-Мамес» був побудований на колишньому майданчику Міжнародного ярмарку Більбао, що примикав до старого стадіону. Будівництво розпочалося в квітні 2010 року, і після завершення будівництва «Атлетік» переїхав на нову арену, а старий «Сан-Мамес» був знесений.
Фінальний концерт AC/DC під час їхнього Black Ice World Tour відбувся на стадіоні 28 червня 2010 року, це був останній концерт легендарного гітариста та співзасновника гурту Малколма Янга.
Останній матч «Атлетіка» в Ла Лізі на стадіоні пройшов 26 травня 2013 року, коли вони програли «Леванте» 0:1, а останнім гравцем «Атлетіка», який забив гол на арені став Фернандо Льоренте в попередньому домашньому матчі проти «Мальорки». Однак остання гра на стадіоні відбулася пізніше, 2 червня 2013 року, коли резервна команда «Більбао Атлетик», яка періодично грала важливі матчі на «Сан-Мамесі» зіграла 2–2 із резервною командою «Леванте» у плей-оф Сегунди Б.
5 червня 2013 року «Атлетік» зіграв прощальний товариський матч на стадіоні, щоб відзначити його закриття, проти збірної Біскайя XI (команди, що складалась з гравців, народжених в провінції, але грали в інших клубах). Під час гри «Атлетік» повернув на поле декількох старих легенд клубу: так у матчі зіграли Пабло Орбаїс, Хулен Герреро, Хенар Андрінуа, Дані та Хосе Ірібар, а ще велика кількість зірок була на трибунах, в тому числі 94-річний Рафаель Іріондо. За збірну Біскайї зіграло також кілька колишніх гравців «Атлетіка», в тому числі Унаї Еспосіто, Беньят і Хав'єр Ечеїта, при цьому двоє останніх погодилися повернутися в клуб на наступний сезон. Біскайя виграла 1:0, а останній гол в історії стадіону забив Ален Арройо. У наступні дні після матчу розпочався знос трибун. На момент офіційної столітньої дати в серпні 2013 року від старого стадіону мало що залишилося, оскільки роботи посилилися, щоб очистити майданчик та завершити його заміну.
Знаменита арка над головною трибуною стадіону (яка спочатку підтримувала його дах) збереглася при знесенні та була перенесена в декількох частинах на тренувальний майданчик клубу Лесама, де він був встановлений.

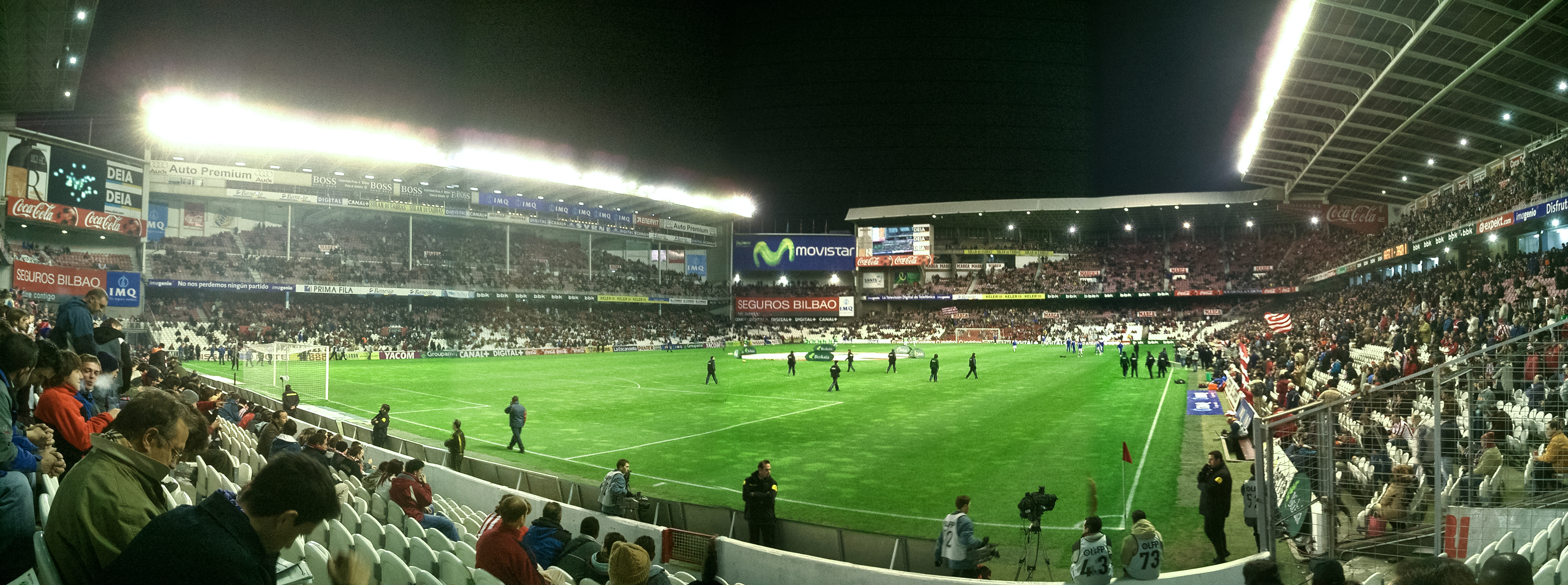
Панорамний вид.

## Галерея

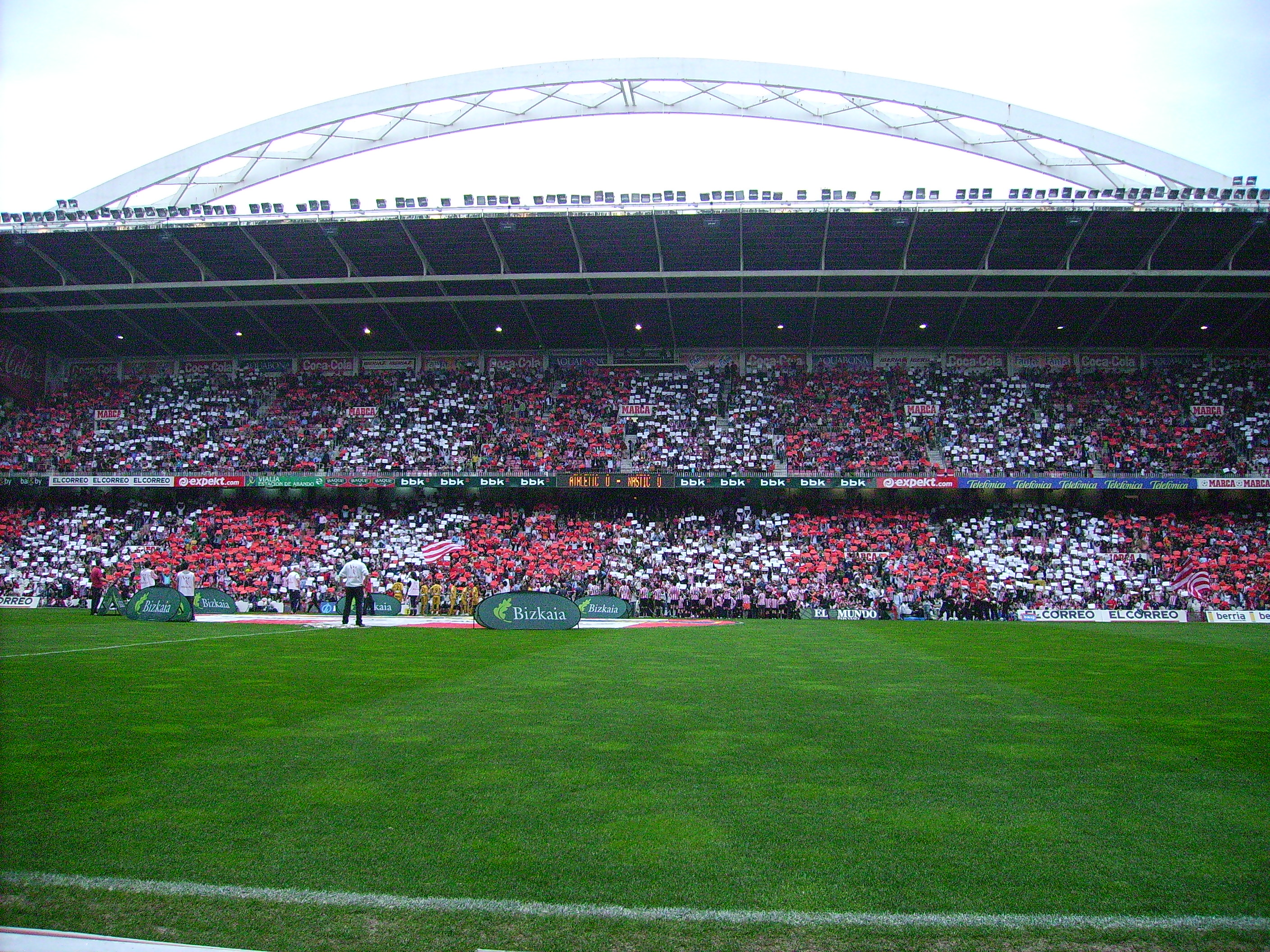
Головна трибуна з аркою
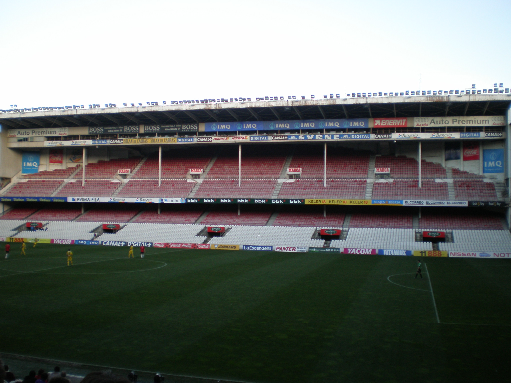
Східна трибуна
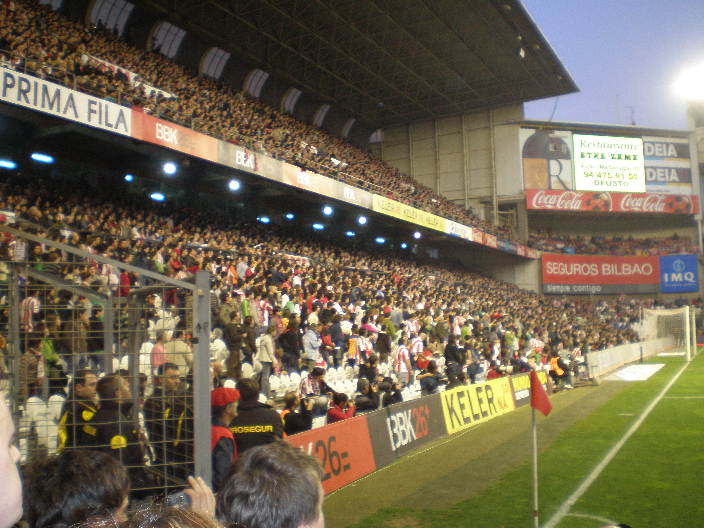
Північна трибуна
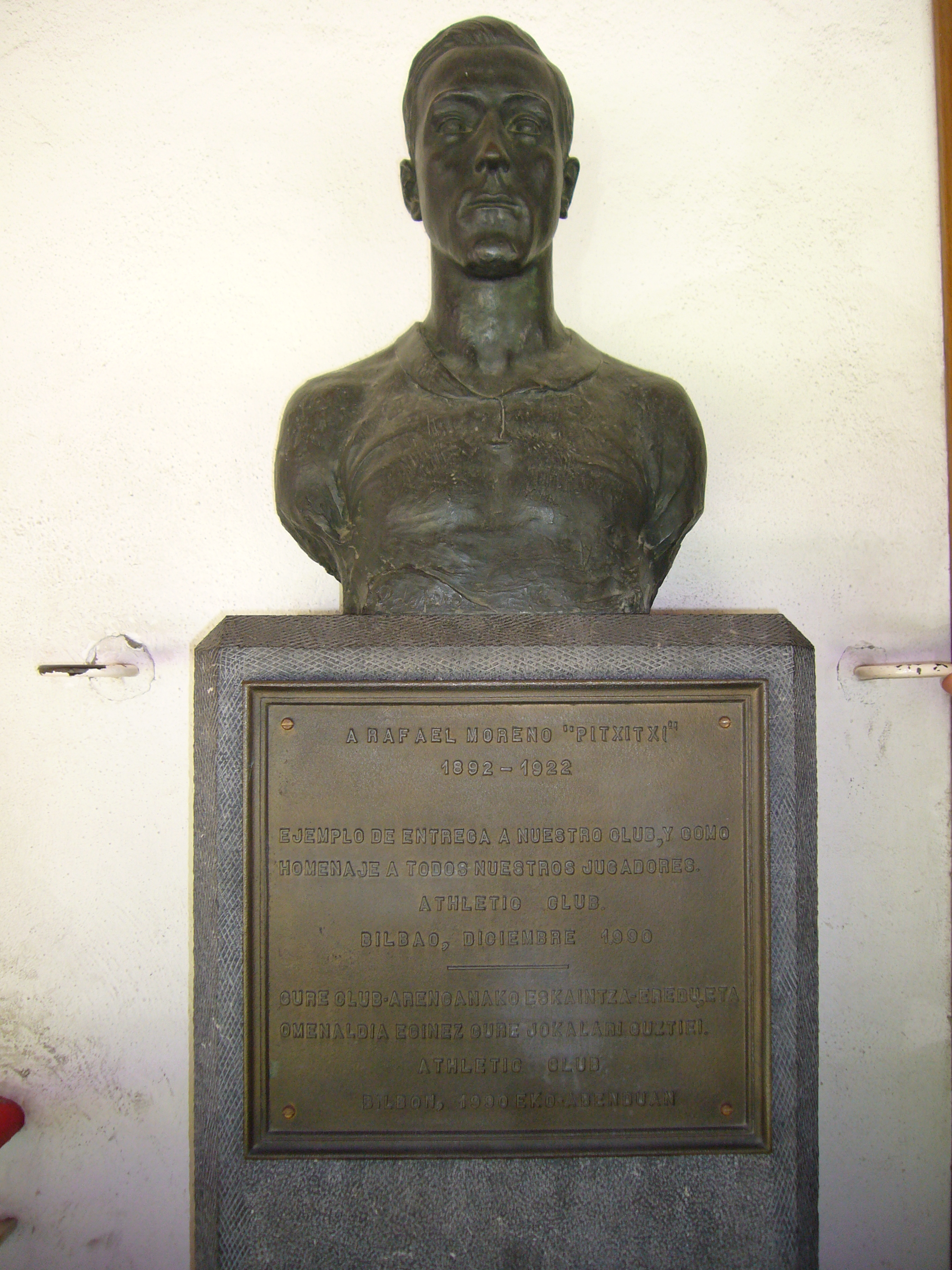
Погруддя Пічічі
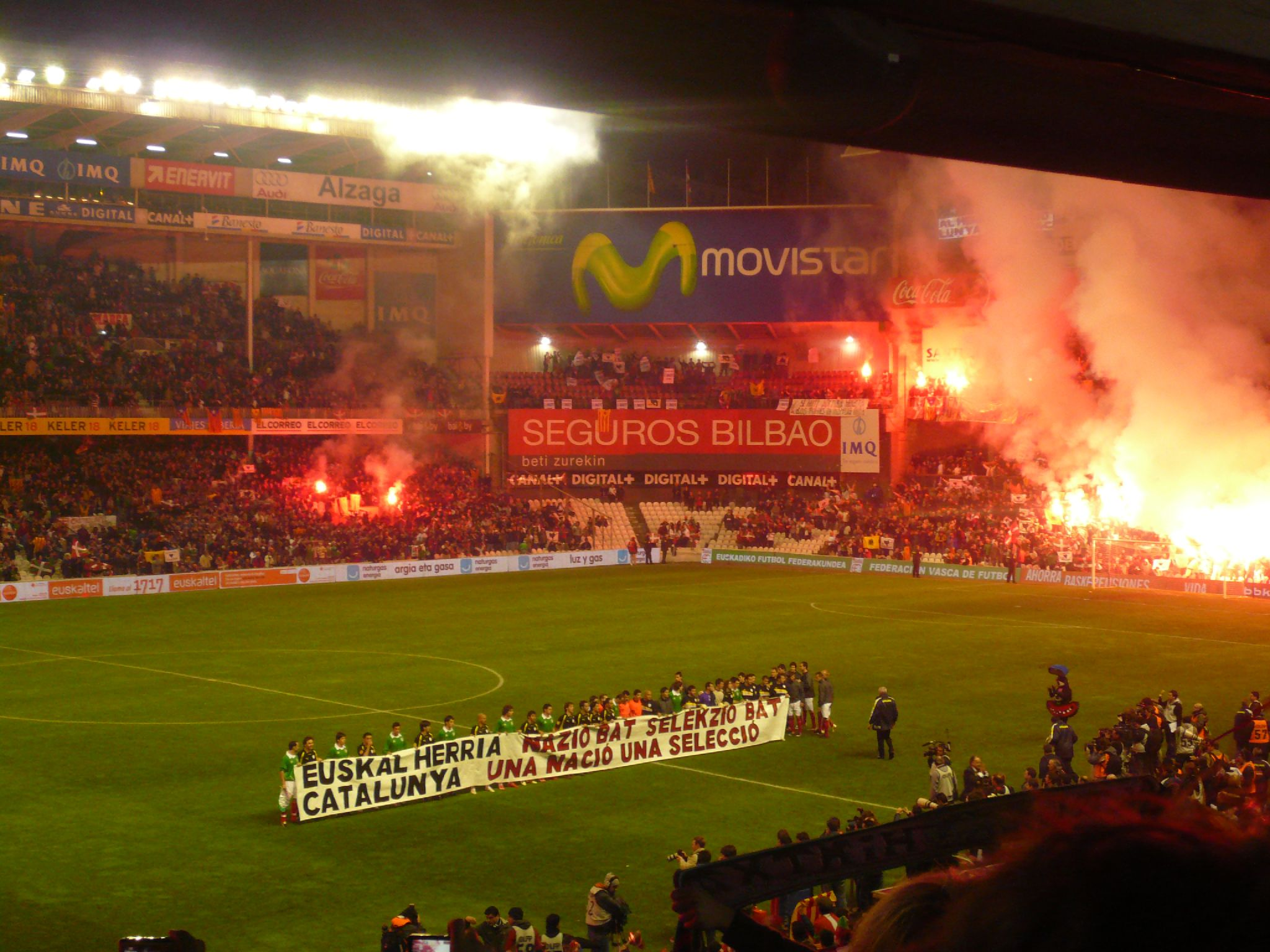
Матч збірної Країни Басків та Каталонії (2007)
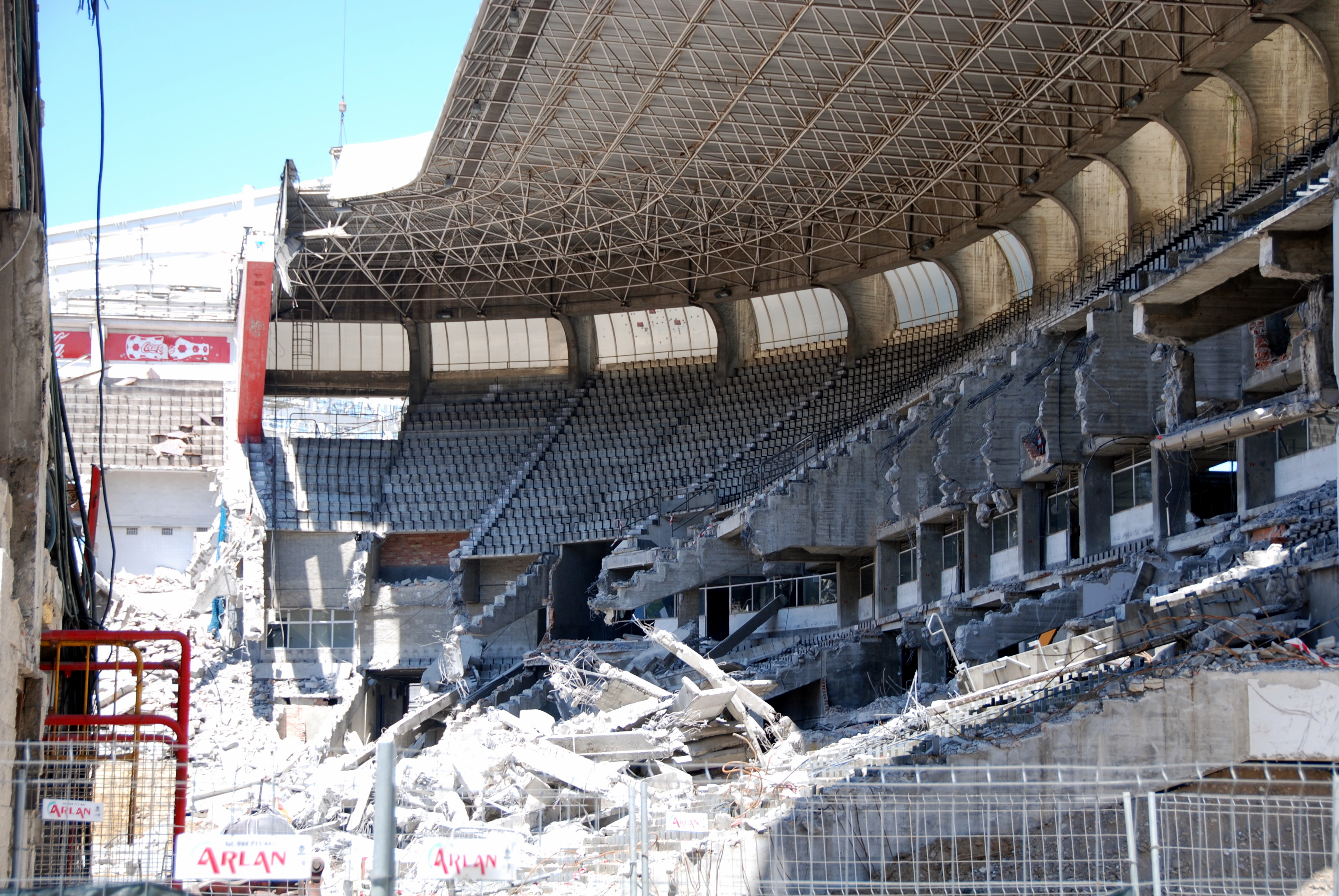
Знесення західної трибуни (липень 2013)

## Чемпіонат світу з футболу 1982 року
Стадіон був одним із місць проведення чемпіонату світу з футболу 1982 року та приймав такі матчі:
| Дата       | Команда № 1 | Рез. | Команда № 2    | Раунд                | Відвідуваність |
| ---------- | ----------- | ---- | -------------- | -------------------- | -------------- |
| 1982-06-16 | Англія      | 3–1  | Франція        | Група 4 (перший тур) | 44,172         |
| 1982-06-20 | Англія      | 2–0  | Чехословаччина | Група 4 (перший тур) | 41,123         |
| 1982-06-25 | Англія      | 1–0  | Кувейт         | Група 4 (перший тур) | 39,700         |